# Das Fenster zum Hof (1954)
Das Fenster zum Hof (Originaltitel: Rear Window) ist ein US-amerikanischer Thriller von Alfred Hitchcock aus dem Jahr 1954. Grundlage war die Kurzgeschichte It Had to Be Murder des Krimiautors Cornell Woolrich. In diesem Thriller verkörpert James Stewart den Fotoreporter L. B. Jefferies, der sich ein Bein gebrochen hat und auf einen Rollstuhl angewiesen ist. „Jeff“ beobachtet aus Langeweile seine Nachbarn auf der anderen Seite des Innenhofes und argwöhnt, dass einer seiner Nachbarn seine Frau ermordet hat. Seine Verlobte Lisa und seine Pflegerin Stella unterstützen ihn nach anfänglicher Skepsis bei den eigenen Ermittlungen.
Die Kritik nahm den Film positiv, teils überschwänglich auf. Das Fenster zum Hof markiert den Beginn der „Paramount-Ära“, in der Hitchcock einige seiner bedeutendsten Filme inszenierte. 1998 folgte ein gleichnamiger Fernsehfilm von Jeff Bleckner.

## Handlung
Der Fotojournalist L. B. „Jeff“ Jefferies ist wegen eines Gipsbeins vorübergehend auf einen Rollstuhl angewiesen. Aus Langeweile beobachtet er von seinem Fenster aus das Geschehen im Hinterhof einer Apartmentanlage in Greenwich Village. Das anfängliche Vergnügen über die Marotten seiner Nachbarn weicht allmählich einer obsessiven Neugier. Von seinem Zeitvertreib lässt er sich auch nicht durch die warnenden Ratschläge seiner Pflegerin Stella abhalten.
Fürsorglichen Besuch erhält Jeff zudem von seiner Verlobten Lisa Fremont, die als elegante Karrierefrau aus einem vornehmen Stadtteil New Yorks den charakterlichen Gegenpol zum abenteuerlustigen und an das einfache Leben gewöhnten Fotografen bildet.
Als Jeff eines Nachts nicht genügend Ruhe findet, bemerkt er im Halbschlaf, dass einer der Anwohner – Lars Thorwald, ein Vertreter für Modeschmuck von gegenüber – die Wohnung mehrmals mitten in der Nacht im strömenden Regen mit seinem Musterkoffer verlässt. Am nächsten Morgen ist dessen bettlägerige Ehefrau verschwunden. Was Jefferies, weil er dann doch eingeschlafen ist, nicht mitbekommt, ist, dass Thorwald morgens um sechs sein Apartment mit einer Frau in Trauerkleidung verlässt. Mit einem Fernglas, später durch das Teleobjektiv seines Fotoapparats, beobachtet Jeff, wie Thorwald ein Messer und eine Säge in Zeitungspapier wickelt. Jeff berichtet Stella und Lisa von den verdächtigen Vorgängen und entwirft eine gewagte Mordtheorie. Lisa zeigt zunächst kein Verständnis, ändert aber schlagartig ihre Haltung, als sie mit eigenen Augen sieht, wie Thorwald einen großen Schrankkoffer mit Seilen verschnürt.
Am nächsten Tag sucht Jeff Rat bei seinem Freund Thomas J. „Tom“ Doyle, der bei der Kriminalpolizei arbeitet und den er noch aus gemeinsamen Kriegstagen kennt. Höchst skeptisch verfolgt dieser Jeffs Auslegung der jüngsten Ereignisse, erklärt sich nach einigem Zögern aber bereit, inoffizielle Nachforschungen anzustellen. Zeugenaussagen scheinen Jeffs Vermutungen zu widerlegen, denn angeblich schickte Thorwald seine Frau mit der Bahn zur Erholung aufs Land. Nach ihrer Ankunft schrieb sie von dort eine Postkarte. Der suspekte Schrankkoffer diente wohl lediglich zum Transport ihrer Kleider. Aber die Handtasche und auch Schmuck seiner Frau befinden sich nach wie vor in Thorwalds Wohnung, daher gibt sich Lisa mit den Erklärungen nicht zufrieden. Ihre weibliche Intuition findet bei Doyle jedoch kein Gehör und veranlasst ihn, nach einer von Sarkasmus begleiteten Diskussion seine Hilfe vorerst einzustellen.
Jeff und Lisa können ein paradoxes Gefühl der Enttäuschung nicht verbergen: Einerseits sehen sie sich um die Früchte ihrer Detektivarbeit gebracht, andererseits nagt ihre nur schwach empfundene Erleichterung über das scheinbare Lebenszeichen des vermeintlichen Opfers an ihrem Gewissen. Der moralische Aspekt erhält besonderes Gewicht, als beide den im Streit endenden Herrenbesuch bei einer verzweifelt nach Zuwendung suchenden Anwohnerin („Miss Einsames Herz“) mit ansehen müssen.
Als Lisa die Vorhänge schließt, um sich Jeff im verführerischen Negligé zu präsentieren, ertönt plötzlich ein Schrei aus dem Hinterhof: Der kleine Hund eines alten Ehepaares wurde mit gebrochenem Genick aufgefunden. Die gesamte Nachbarschaft erscheint an ihren Fenstern – nur Thorwald zeigt keine Regung. Jeff versucht, das Motiv für den Tod des Tieres herauszufinden, und stellt mit Hilfe alter Dias fest, dass einige Pflanzen in einem Blumenbeet nahe der Fundstelle innerhalb von zwei Wochen kürzer geworden sind. Möglicherweise hatte der Hund etwas ausgegraben und wurde vom Täter dabei ertappt. Um Thorwald aus seiner Wohnung zu locken, täuscht Jeff mit einem Brief und Anrufen eine Erpressung vor und lockt Thorwald zu einem fingierten Treffen aus der Wohnung. Lisa und Stella graben daraufhin das Blumenbeet um, finden aber keine Anhaltspunkte für ein Verbrechen. Dann klettert Lisa über die Feuertreppe und den Balkon durch das Fenster in Thorwalds Wohnung, um dort weiter nach Beweisen zu suchen.
Stella kehrt unterdessen in das Apartment von Jeff zurück, der entsetzt über Lisas Leichtsinn ist. Sie vereinbaren, Thorwalds Telefon klingeln zu lassen, falls dieser zurückkehrt, richten ihre Aufmerksamkeit dann aber auf „Miss Einsames Herz“, die sich in selbstmörderischer Absicht eine Überdosis Kapseln zurechtgelegt hat. Jeff ruft umgehend die Polizei an, zögert allerdings mit der Meldung, weil ein von einem benachbarten Musiker gespieltes Lied einen Sinneswandel bei der lebensmüden Frau zu bewirken scheint.
Durch diesen Nebenschauplatz werden Jeff und Stella von den sich dramatisch zuspitzenden Vorgängen in Thorwalds Wohnung abgelenkt. Thorwald kehrt unverrichteter Dinge wieder nach Hause zurück und Lisa sitzt in der Falle. Sie versteckt sich, wird jedoch kurz darauf von Thorwald gefunden und in eine handgreifliche Auseinandersetzung verwickelt. Als die Polizei eintrifft, lässt Lisa es in der anschließenden Befragung so aussehen, als sei sie eingebrochen, um durch ihre Festnahme sicher aus Thorwalds Wohnung zu entkommen. Vor ihrer Verhaftung zeigt sie mit dem Rücken zum Fenster stehend auf ihren Finger. Dort befindet sich Mrs. Thorwalds Ehering, den sie sich geistesgegenwärtig übergestreift hat, um wenigstens ein Beweisstück zu retten. Thorwald bemerkt dies, blickt an ihr vorbei in den Hof und entdeckt Jeff und Stella am Fenster gegenüber.
Jeff schickt Stella mit der Kaution für Lisa auf den Weg zur Polizei, während er Doyle telefonisch über die neue Sachlage aufklärt. Der ist nun auch von Thorwalds Schuld überzeugt und verspricht, sich um Lisas Freilassung zu kümmern. Jeff geht bei einem erneuten Klingeln des Telefons an den Apparat und meldet sich in der Annahme, es sei noch einmal Doyle, mit den Worten „Ich glaube, Thorwald ist schon abgehauen“. Erst dann wird ihm bewusst, dass der Anrufer Thorwald selbst sein könnte und er jetzt einer persönlichen Konfrontation mit diesem nicht mehr entgeht. In seiner eingeschränkten Bewegungsfähigkeit besitzt Jeff nur wenig Mittel zur Gegenwehr. Er legt sich eine Schachtel mit Blitzlichtbirnen seines Fotoapparates zurecht, dann steht Thorwald ihm wenig später im Halbdunkel gegenüber. Zu seinen Absichten befragt, antwortet Jeff zunächst nicht. Thorwald kommt näher, wird aber durch wiederholtes Blenden mit dem Blitzlicht aufgehalten. Er erreicht den Rollstuhl und drängt Jeff in Richtung des offenen Fensters. In diesem Moment treffen Lisa, Stella, Doyle sowie weitere Polizisten ein. Thorwald wird überwältigt, Jeff jedoch findet an der Fensterbank keinen Halt mehr und landet nach dem unvermeidlichen Sturz in den Armen von zwei Polizisten. Danach gesteht Thorwald den Mord an seiner Frau und die Polizisten nehmen ihn fest. Welches Beweisstück der Hund ausgegraben hat, bleibt offen.
Etwas später herrscht wieder Frieden im Hinterhof: Thorwalds Wohnung wird renoviert, das alte Ehepaar hat einen neuen Hund, „Miss Einsames Herz“ und der Musiker finden zusammen, Lisa ist bei Jeff zu Besuch. Der sitzt wie vorher in seiner Wohnung im Rollstuhl – jetzt jedoch mit zwei Gipsbeinen.

## Hintergrund

### Entstehungsgeschichte
Die literarische Vorlage von Das Fenster zum Hof war Cornell Woolrichs Kurzgeschichte It Had to Be Murder von 1942. Ein im Dezember 1988 erschienener Artikel von DV gibt an, dass Woolrich die Rechte im Jahr 1945, nun unter dem Namen Rear Window, an Buddy DeSylva vergab, nach dessen Tod 1950 ersteigerten sie Joshua Logan und Leland Hayward. Im Februar 1953 schrieb Logan an einem Treatment von Rear Window, das Hayward im April an Hitchcocks Agenten Lew Wasserman sandte; seine erste Produktion für Paramount konzipierte Hitchcock bereits bei den Dreharbeiten zu seinem vorherigen Film, Bei Anruf Mord. Hitchcock ließ sich von zwei echten Mordfällen inspirieren: dem Fall Hawley Crippen und dem Fall Patrick Mahon. Crippen hatte seine Frau vergiftet und ihren zerteilten Leichnam im Keller vergraben, Mahon hatte sein Opfer zerstückelt und die Leichenteile aus einem Zug geworfen.
Das 162-seitige Drehbuch von John Michael Hayes enthält einige Unterschiede zur Vorlage. So fehlt in It Had to Be Murder die Liebesgeschichte, die in Das Fenster zum Hof eine zentrale Rolle spielt. Als es um die Besetzung ging, wählte Hitchcock die Darsteller für die Hauptrollen aus und überließ seinem Regieassistenten Herbert Coleman die Auswahl für einige Nebenrollen. Die Dreharbeiten begannen am 27. November 1953. Das ursprüngliche Budget war bei 875.000 US-Dollar angesetzt, musste aber um rund 263.000 US-Dollar auf etwa 1.138.000 US-Dollar erhöht werden.
Wie aus Produktionsnotizen hervorgeht, dauerte die Planung für das Set monatelang, der eigentliche Aufbau unter der Leitung von Hal Pereira fand vom 12. Oktober bis zum Beginn erster Probeaufnahmen am 13. November statt. Der Hof maß 30 Meter in der Breite, 56 Meter in der Länge und 12 Meter in der Höhe. Er bestand aus 31 Wohnungen, die Jefferies von seinem Fenster aus sieht, 12 davon komplett möbliert – das bis Ende 1953 größte Innenset der Paramount-Studios. Für jede Tageszeit gab es eine eigene Beleuchtung. Der Entwurf der Kulisse kostete mehr als 9.000 Dollar und deren Bau mehr als 72.000 Dollar. Über die Produktionsbedingungen berichtete der Produktionsleiter C. O. Erickson:

„Das Set reichte vom Keller bis unters Dach. Es war ein Riesenproblem für die Beleuchter. Und es war sehr heiß. Die Lichttechnik war damals nicht so ausgereift. Ebenso Filmmaterial und Objektive. Alles hatte sich gegen uns verschworen. Es war eine wahnwitzige Aufgabe. Die Helfer unter dem Dach hatten es schwer, den Schauspielern ging es nicht besser.“

Am 13. Januar 1954 wurden die Dreharbeiten beendet, 15 Tage später als geplant.
Am 4. August 1954 feierte Das Fenster zum Hof anlässlich einer Benefizveranstaltung in New York City seine USA-Premiere im Rivoli Theatre. Die Weltpremiere fand am 11. August 1954 statt. Der Film wurde ein finanzieller Erfolg und spielte in den USA 26,1 Millionen US-Dollar ein.

### Cameo
Seinen traditionellen Cameo-Auftritt hat Hitchcock etwa 26 Minuten nach Beginn des Films im Zimmer des Texters und Komponisten, der am Klavier probt, während Hitchcock hinter ihm eine Kaminuhr aufzieht.

### Synchronisation
Die erste Synchronisation fand 1954 unter der Regie von Peter Elsholtz statt. Das Dialogbuch schrieb Fritz A. Koeniger. Diese Synchronfassung gilt heute als verschollen. 8 Jahre nach der Fertigstellung des Films fielen die Rechte an Alfred Hitchcock. In der Folge wurden alle Kopien inklusive der ausländischen Fassungen vernichtet. Für die zweite Synchronisation im Jahr 1984 führte Heinz Petruo Regie, und Hans Bernd Ebinger schrieb das Dialogbuch.
| Rolle                                                  | Darsteller      | Synchronstimme (1955) | Synchronstimme (1984)      |
| ------------------------------------------------------ | --------------- | --------------------- | -------------------------- |
| L. B. „Jeff“ Jefferies                                 | James Stewart   | Siegmar Schneider     | Siegmar Schneider (erneut) |
| Lisa Carol Fremont                                     | Grace Kelly     | Eleonore Noelle       | Monica Bielenstein         |
| Stella                                                 | Thelma Ritter   | Ursula Krieg          | Ingeborg Wellmann          |
| Thomas „Tom“ J. Doyle                                  | Wendell Corey   | Paul Klinger          | Horst Schön                |
| Lars Thorwald                                          | Raymond Burr    | Walther Suessenguth   | Joachim Nottke             |
| Mr. Gunnison, Jeffs Redakteur am Telefon (Sprechrolle) | Gig Young       | Siegfried Schürenberg | Heinz Petruo               |
| Detective                                              | Anthony Warde   | Gert Günther Hoffmann | Peter Neusser              |
| Hundehalterin                                          | Sara Berner     |                       | Eva-Maria Werth            |
| Hundehalter                                            | Frank Cady      |                       | Wilfried Herbst            |
| Frischvermählte                                        | Havis Davenport |                       | Sabine Jaeger              |

### Sperre
Der Film wurde als einer der „Verbotenen Fünf“ aus nicht endgültig geklärten Gründen ab 1961 durch Hitchcock mit einem Aufführungsverbot belegt und durfte erst 1983, drei Jahre nach Hitchcocks Tod, wieder gezeigt werden.

### Restaurierung
Robert A. Harris und James C. Katz, die für die Universal Studios schon Lawrence von Arabien und Vertigo – Aus dem Reich der Toten aufarbeiteten, restaurierten den Film ab 1997. Dabei bereiteten ihnen die schlechte Farbe und die zu 90 % zerstörte Emulsionsschicht Probleme. Sie brauchten sechs Monate, um einen Weg zu finden, diese neu aufzutragen.

### DVD und Blu-ray
Der Film wird seit 2001 durch Universal Studios auf DVD vertrieben. Eine Blu-ray-Veröffentlichung erschien erstmals 2012, seit 2014 wird eine erweiterte und überarbeitete Fassung angeboten.

## Analyse

### Inszenierung

#### Visueller Stil und Kamera
Das Fenster zum Hof beginnt mit der für Hitchcock typischen Exposition, die der klassischen Einheit von Zeit, Ort und Handlung folgt: Durch eine Kamerafahrt wird der Zuschauer kommentarlos in Jeff und seine Situation, seinen Beruf und sein Umfeld eingeführt. Die Inszenierung wechselt nur an dieser Stelle die Perspektive. „Wie bereits in Bei Anruf Mord“, schreibt Crowther, nutze Hitchcock die Farben „dramatisch“. Anlässlich der Restaurierung schrieb Suchsland, dass die Farben „kühler und intensiver“ sind. Das Fenster zum Hof enthält ungewöhnlich viele Abblenden.

#### Dramaturgie
„Rear Window war strukturell sehr befriedigend, weil der Film der Inbegriff der Subjektivität ist. Ein Mann sieht etwas und reagiert. So schafft man einen Denkprozeß. Rear Window ist von Anfang bis Ende ein Denkprozeß mit visuellen Mitteln.“

Das Fenster zum Hof wurde neben den Genres Thriller und Kriminalfilm auch dem Melodram und dem Liebesfilm zugeordnet. Für Éric Rohmer und Claude Chabrol ist er zur Hälfte Komödie und sie bescheinigen dem Film eine „unablässige Ironie des Tonfalls“. Bernhard Jendricke merkt an, dass Das Fenster zum Hof mit der Wiederaufnahme des Anfangs endet: „Der Held sitzt nach wie vor im Rollstuhl, nur hat er jetzt […] statt einem beide Beine in Gips.“ Diese „kreisförmige Struktur der Handlung“ verleihe dem Film den „Charakter einer Komödie“.
Die erzählerischen Mittel sind auf ein Wesentliches reduziert. Hitchcock sagt über das filmische Prinzip des Films: „Das bot die Möglichkeit einen vollkommenen filmischen Film zu machen. Da ist der unbewegliche Mann, der nach draußen schaut. Das ist das erste Stück Film. Das zweite Stück läßt in Erscheinung treten, was der Mann sieht, und das dritte zeigt seine Reaktion. Das stellt den reinsten Ausdruck filmischer Vorstellung dar, den wir kennen.“ André Bazin gliedert Das Fenster zum Hof in drei Filme: Der erste erzähle „von der sexuellen Beziehung zwischen einem Mann und einer Frau“, der zweite sei ein „klassischer Kriminalfilm“ und der letzte ein Episodenfilm.

#### Ton und Musik
Die Filmmusik bzw. der Ton sind in weiten Teilen diegetisch; d. h. der Zuschauer hört nichts anderes als die Protagonisten im Film selbst (Stille, Straßenlärm, Radioklänge, Klavierspiel etc.); selbst in den Momenten höchster Spannung wird keine Musikuntermalung eingesetzt. Dies verleiht dem Film etwas Dokumentarisches und steigert die vermeintliche Realität der Handlung. Die Musikauswahl von Franz Waxman soll die Welt des Films charakterisieren – „eine Welt, die auf den Hinterhof beschränkt ist“. Der Komponist im Film entwickelt das leitmotivische Lied „Lisa“ über den ganzen Film hindurch. Hitchcock wollte, dass es „schließlich in der Schlußszene mit Orchester von einer Platte kommt. Das hat nicht geklappt. Ich hätte dafür einen Schlagerkomponisten nehmen sollen. Ich war sehr enttäuscht.“ Für Donald Spoto (1999) ist der Themensong To See You is To Love You von Bing Crosby sehr aufschlussreich: „[…] und dies [„Dich zu sehen bedeutet, dich zu lieben“] trifft genau auf Jeff zu – auch er gibt sich mit dem bloßen Beobachten zufrieden.“
Laut Katz (1982) hatte Hitchcock eine bestimmte Art, den „leicht hohle[n], sehr realistisch wirkende[n] Ton“ zu erreichen: Er nahm den Ton von Stewarts Platz aus auf, um so den Abstand zwischen dem Fenster, an dem Stewart saß, und den anderen Wohnungen darzustellen. Aus demselben Grund werden alle Lieder aus dem Film von einem Radio abgespielt.

### Themen und Motive

#### Voyeurismus
Jeff ist ein Voyeur, der mit dem Teleobjektiv, dem „tragbaren Schlüsselloch“ (Stella), darauf wartet, „daß etwas geschieht, das seine Schlussfolgerungen bestätigt, und wir warten und wünschen mit ihm. Das Verbrechen wird von ihm quasi gewollt: Er will aus seiner Entdeckung den größtmöglichen Genuß ziehen, sie zum Sinn seines Lebens machen. Das Verbrechen wird aber auch von uns, den Zuschauern, gewollt, und wir haben vor nichts mehr Angst, als daß unsere Hoffnungen enttäuscht werden.“ Das erklärt Wydra damit, dass der Zuschauer „den Hof überwiegend mit Jeffries’ Augen [sieht]. Nur in einigen Szenen steht er außerhalb. Der subjektive Blick wird zum objektiven erklärt. Der Blick des Zuschauers also ist jener der Kamera, ist der Jeffries’. Durch diese Verschmelzung, zumal die Grundsituation des Zuschauers eben das Zusehen ist, begeht dieser von Beginn an eine Indiskretion. Er wird zum Voyeur.“ Dies sei nicht das erste Mal, so Éric Rohmer und Claude Chabrol, dass Hitchcock die sadistische Erwartung seines Publikums entlarvt, so etwa mit bewusst trügerischen Happy Ends oder leicht vorhersehbaren, in ihrer Grausamkeit aber völlig unerwarteten Ereignissen. Zudem sei der Drang, „das Rätsel zu lösen oder besser: die Lösung zu sehen, bei dem Fotoreporter am Ende stärker als jedes andere Gefühl. Dieser Voyeur erlebt sein größtes Lustgefühl im Moment seiner größten Angst.“
Nachfolgend gehen die Autoren auf die Szene ein, in der Jeff den Mörder konfrontiert: „»Was wollen Sie von mir?« fragt ihn der Mann, der sich als Erklärung für das Verhalten des anderen nur das schäbigste Motiv vorstellen kann: Erpressung. Dabei ist das eigentliche Motiv – feige Neugier – sogar noch schäbiger.“ Laut Spoto „bricht Rear Window eine Lanze für mehr Introspektion und lehnt den Voyeurismus ab.“ Für ihn bringt Jeff „sein eigenes und das Leben anderer […] dadurch in Gefahr, daß er nur Zuschauer ist und am Leben selbst nicht teilnimmt – in gewisser Weise ist dieser Fotograf also nicht nur der ultimative Kinogänger, sondern auch der ultimative Filmemacher.“

#### Die Idee der Ehe
Donald Spoto bezeichnet den Thorwald-Mord als MacGuffin, der lediglich dazu dient, das eigentliche Thema des Films einzuführen: die Beziehung zwischen Jeff und Lisa. Dass Hitchcock sich nicht für den Mörder interessiert, werde deutlich, „wenn wir daran denken, daß wir (1) das eigentliche Verbrechen nicht sehen, daß wir (2) nichts über den Mann und seine Frau wissen, über ihre Vergangenheit, ihr Zusammenleben oder Einzelheiten ihrer »Krankheit« (sie macht einen recht gesunden und hübschen Eindruck), und daß wir (3) sie nur von weitem zu Gesicht bekommen.“ Spoto merkt an, dass Jeff Intimität Angst macht und er „jede Gelegenheit [nutzt], um Lisa zurückzuweisen. […] weil sie Jeff Liebe und Treue zusammen mit Schönheit und Klugheit anbietet, fühlt er sich offenbar überfordert, in seiner Überlegenheit angegriffen“. Spoto verweist dabei auf die Szene, in der Lisa für Jeff ein Kleid und später ein Negligé anprobiert, ihn aber jede Anspielung auf körperliche Liebe stört.
Im Interview mit Hitchcock sieht François Truffaut auf der anderen Seite des Hofes „alle Arten menschlichen Verhaltens, einen kleinen Verhaltenskatalog. […] Was man auf der Hofmauer sieht, ist eine Fülle kleiner Geschichten, es ist der Spiegel, wie Sie sagen, einer kleinen Welt.“ Hitchcock ergänzt: „Und alle diese Geschichten haben als gemeinsamen Nenner die Liebe.“ Jendricke deutet die Szene, in der Lisa heimlich die Wohnung von Thorwald durchsucht und den Ring der Verschwundenen findet, wie folgt: „Lisa [streift] sich den Ring über, denn damit hat sie sowohl den Mörder überführt als auch ihrem Freund bewiesen, daß sie den Gefahren gewachsen ist, somit seine Bedenken hinfällig geworden sind – und einer Heirat nichts mehr im Wege steht.“

#### Einsamkeit
Keiner der Bewohner, „[g]anz gleich, in welchem sozialen Status [sie] sich befinden, ob Single oder Verheiratete, niemand von ihnen scheint erfüllt, scheint glücklich zu sein.“ Für Éric Rohmer und Claude Chabrol manifestiert sich die Einsamkeit nicht nur „in der Ohnmacht des an den Rollstuhl gefesselten Reporters“, sondern auch „in den an Kaninchenställe erinnernden Schachtel-Apartments, die er von seinem Fenster aus sieht“. Über diese Idee der „physischen Einsamkeit“ stülpe sich die der „moralischen Einsamkeit, konzipiert als Bestrafung für die Hypertrophie der Begierde“. Die Autoren ziehen folgende Bilanz: „Kurz, jeder der Charaktere, ob Protagonist oder Nebenfigur, ist eingesperrt, und zwar nicht nur in der Klause seiner Wohnung, sondern in dem verbissenen Einverständnis mit einem Zustand, der, wenn man ihn von außen, ausschnittweise und aus der Ferne betrachtet, nur lächerlich wirken kann.“

#### Dualismus
Thilo Wydra stellt fest, dass Thorwald das „externalisierte Alter Ego“ von Jeff ist. Er führt aus: „Jeffries’ Beobachtung des thorwaldschen Ehelebens und der Konsequenzen mag letztlich nichts als eine unbewusste Projektion seiner Urängste sein. Im Grunde ist alles, was sich auf der gegenüberliegenden Seite abspielt, die Symbolisierung von Sehnsüchten und Wünschen einerseits, von Ängsten und Abgründen andererseits. Thorwald vollzieht, was Jeffries sich nicht traut.“ Jeff ist der positive Held, Thorwald der negative Antagonist. Dieser ist mit einer Frau zusammen, die aus der Ferne „blond, schlank und eher jünger“ wirkt – ganz so wie Lisa. Spoto bestätigt diesen Eindruck. „Während es hier Jeff ist, der sonst in der Welt umherreisende Fotoreporter, der mit seinem Gipsbein an Rollstuhl und Bettsofa gefesselt ist und von Lisa insistierend umsorgt wird; ist es drüben genau gespiegelt: Thorwalds Frau ist krank und liegt im Bett, während er, der Handlungsreisende, unterwegs und beweglich ist, sich jedoch um seine Frau kümmern muss.“ Bernhard Jendricke findet weitere Parallelen: „Beide Männer sind von Berufs wegen Reisende, beide sind unfreiwillig sexuell abstinent, der eine wegen seines Gipskorsetts, der andere wegen mangelnder Gelegenheiten, seine Geliebte zu treffen. Beide hantieren mit Gegenständen, die eine phallische Symbolik haben: Jeffries verwendet bei seinen voyeuristischen Erkundungen ein extrem langes Teleobjektiv, der Vertreter tötet seine Frau mit einem Fleischermesser beachtlicher Größe.“ Zudem würden beide Frauen ihre Partner bedrängen.

## Rezeption
Sowohl die zeitgenössische als auch die neuere Kritik nahm Das Fenster zum Hof fast ausschließlich positiv bis euphorisch auf. In der Internet Movie Database erhielt der Film durchschnittlich 8,5 von 10 möglichen Sternen und belegt damit Platz 50 in den IMDb Top 250. (Stand: August 2021) Auf Rotten Tomatoes gaben 98 % der Kritiker bei 122 Reviews dem Film eine positive Beurteilung. Die durchschnittliche Bewertung beträgt 9,2/10.

### Zeitgenössische Reaktionen
François Truffaut zeigt sich im Arts-Magazin darin überzeugt, „daß dieser Film einer der wichtigsten unter den siebzehn ist, die Hitchcock in Hollywood gedreht hat, einer der ungewöhnlichsten auf jeden Fall, makellos, ohne jede Schwäche, ohne Konzession. […] Hitchcock hat eine solche Kenntnis des filmischen Erzählens erlangt, daß er in dreißig Jahren weit mehr geworden ist als nur ein guter Geschichtenerzähler. Weil er seinen Beruf leidenschaftlich liebt und nicht aufhört zu filmen und weil er lange schon alle Inszenierungsprobleme gelöst hat, muß er sich, um sich nicht zu langweilen oder zu wiederholen, zusätzliche Schwierigkeiten erfinden, neuen Disziplinen unterwerfen, was in seinen letzten Filmen zu dieser Häufung von äußerst aufregenden und immer brillant gelösten Zwängen führt.“
In der Filmzeitschrift Cahiers du cinéma sieht Claude Chabrol den Film auf „höherem Niveau als die meisten seiner vorangegangenen Arbeiten“. Damit würde er „eindeutig in die Kategorie der ernsthaften Werke jenseits bloßer Krimi-Unterhaltung“ gehören.
William Brogdon nennt Das Fenster zum Hof im Variety vom 14. Juli 1954 einen „von Hitchcocks besseren Thrillern“. Hitchcock kombiniere „technische und künstlerische Geschicklichkeit in einer Weise, die ihn zu einem ungewöhnlich guten Stück Krimi-Unterhaltung machen“. Er lobt das Drehbuch von John Michael Hayes als „clever“ und die Bewohner der anderen Appartements würden wie „echte Menschen“ scheinen. Auch Burr sei „sehr gut“ als Bedrohung. Auch der film-dienst fällt ein positives Urteil: „Ein sehr spannender, dramaturgisch ausgefeilter Film ohne Schockeffekte. Einer der stilistisch klarsten und originellsten Filme Hitchcocks voller atemloser Spannung, weil der Zuschauer bald merkt, daß die Situation Jeffries der seinen gleicht.“ Die Filmkommission vergibt das Prädikat „Sehenswert“.
André Bazin würdigt den Film im France Observateur als eine „achtbare Arbeit“, kann aber kein „ernsthaftes Werk jenseits bloßer Unterhaltung auf hohem Niveau“ erkennen. Außerdem sei der Film im letzten Drittel „zu kunstfertig inszeniert […], als daß seine Figuren auch nur einen Augenblick glaubwürdig wären“. Für Bosley Crowther ist Das Fenster zum Hof „nicht bedeutsam“. Was Hitchcock über die menschliche Natur zu sagen hat, sei „oberflächlich“ und „unbedacht“. Aber es zeige „viele Facetten der Einsamkeit des Stadtlebens“ und demonstriere „stillschweigend den Antrieb für krankhafte Neugier“. Stewarts Schauspiel rühmte Crowther als „erstklassige Arbeit“. The New Yorker bezeichnet den Film als „Gewäsch“ und der einzige Schauplatz sei „Dummheit“.

### Spätere Bewertungen
Michael Sragow resümiert im März 2012: „[Das Fenster zum Hof] ist ein erstaunlicher, visueller und psychologischer Coup. Hitchcocks brillante Satire auf das beengte Stadtleben und seine meisterhafte Beschwörung des städtischen Voyeurismus erzeugen […] Urängste und einen tiefen Einblick.“ Kelly zeige die „charmanteste Leistung“ ihrer Karriere. Roger Ebert vergibt 4 von 4 möglichen Sternen: Das Niveau des Films sei „so hoch über dem billigen Nervenkitzel der modernen Slasher-Filme“, dass der Film, ursprünglich zur Unterhaltung gedacht, „nun als Kunst offenbart wird“.
Vincent Canby schreibt in der New York Times vom 9. Oktober 1983, dass die „großartigen Auftritte“ von Stewart das „Herz des Films“ seien. „Das Fenster zum Hof verzaubert uns sofort und muss nicht zu Tode analysiert werden, um seinen Platz im Pantheon zu erhalten.“ The-Guardian-Redakteur Killian Fox urteilt, Hitchcock habe es besser als jeder andere Filmemacher verstanden, unsere voyeuristischen Tendenzen zu erregen. Er glaubt nicht, dass Hitchcock es „je geschickter machte oder mit mehr schadenfreudigem Selbstbewusstsein“ als hier.
Joshua Klein nennt Das Fenster zum Hof die „vermutlich […] erfolgreichste Mischung aus Unterhaltung, Spannung und Psychologie in Hitchcocks bemerkenswerter Laufbahn. Eine faszinierende Studie von Obsession und Voyeurismus – mit perfekter Besetzung, perfektem Drehbuch und perfekter Kulisse.“ Für Kim Newman ist der Film „geistreich, spannend, traurig, lustig und klug“ und „würde mehr als fünf Sterne erhalten, wenn Empire es erlauben würde…“ Das Filmmagazin listet es auf Platz 103 der 500 besten Filme aller Zeiten.

### Auszeichnungen
| BAFTA Awards 1955 - nominiert für: - Bester Film – Alfred Hitchcock National Board of Review 1954 - Beste Hauptdarstellerin – Grace Kelly Oscarverleihung 1955 - nominiert für: - Beste Regie – Alfred Hitchcock - Bestes adaptiertes Drehbuch – John Michael Hayes - Beste Kamera (Farbfilm) – Robert Burks - Bester Ton – Loren L. Ryder Edgar Allan Poe Award 1955 - Bestes Filmdrehbuch – John Michael Hayes | Internationale Filmfestspiele von Venedig 1954 - nominiert für: - Goldener Löwe – Alfred Hitchcock New York Film Critics Circle Award 1954 - Beste Hauptdarstellerin – Grace Kelly American Film Institute - Die 100 besten amerikanischen Filme aller Zeiten – #42 - Die 100 besten amerikanischen Thriller – #14 - Die 10 bedeutendsten Filme in 10 klassischen Genres (Kriminalfilme) – #3 |

### Einflüsse
In zahlreichen Filmen und Serien wird auf Das Fenster zum Hof verwiesen. 1999 verfilmte Jeff Bleckner Das Fenster zum Hof mit Christopher Reeve in der Hauptrolle neu. Reeve spielt einen Architekten anstelle eines Fotografen. Ebenfalls 1999 wurde die Balko-Folge Tödliche Nachbarschaft ausgestrahlt, in der Balko, mit einem Gipsbein im Bett, einen mutmaßlichen Mord im Haus gegenüber beobachtet. Disturbia (2007) überträgt die Handlung in die Gegenwart: Shia LaBeouf verkörpert Kale Brecht, der nach einer körperlichen Auseinandersetzung unter Hausarrest steht und eine elektronische Fußfessel tragen muss. Der Tatort: Hitchcock und Frau Wernicke (2010) übernimmt größere Passagen der Handlung, auch der Film selbst spielt eine Rolle. Auch die Episode Sehnsucht der Kriminal-Fernsehreihe Spuren des Bösen orientiert sich an der Handlung des Films.
2009 wurde der Film in der Comedy-Show Saturday Night Live Gegenstand eines Sketchs mit Jason Sudeikis als James Stewart, January Jones als Grace Kelly und Bobby Moynihan als Alfred Hitchcock. In der ersten Folge der sechsten Staffel der Zeichentrickserie Die Simpsons – Ein grausiger Verdacht – muss Bart wegen eines Badeunfalls ein Gipsbein tragen. Zudem parodieren Familie Feuerstein (1961), The Detectives (1994), Allein gegen die Zukunft (1998), Die wilden Siebziger (2000), Mike & Molly (2013) und die erste Folge der britischen Comedyserie My Life in Film (2004) Das Fenster zum Hof. Episoden der Krimiserien Psych (2010), White Collar (2012) und Castle (2013) beziehen sich direkt auf den Film. Auch Alf meint in der Folge Das Fenster zum Garten einen Mord seines Nachbarn Trevor an dessen Frau Rachel beobachtet zu haben, eine Anspielung auf Hitchcocks Film. Ebenso lehnt sich der Mystery-Thriller The Woman in the Window (2021) an den Hitchcock-Klassiker an: Zu Beginn des Films sieht man einen kurzen Ausschnitt der finalen Szene aus dem Fenster zum Hof, in der James Stewart gegen seinen Widersacher kämpft.
Die Kurzgeschichte The Birds of Azalea Street der Autorin Nova Ren Suma aus der Anthologie Slasher Girls and Monster Boys (2015) wurde durch den Film inspiriert. Für seinen Roman Golden House von 2017 ließ sich Schriftsteller Salman Rushdie von dem Film Das Fenster zum Hof inspirieren.